# Monacos Grand Prix 2010
Monacos Grand Prix 2010, officiellt Formula 1 Grand Prix de Monaco 2010, var en Formel 1-tävling som hölls den 16 maj 2010 på Circuit de Monaco i Monaco. Det var den sjätte tävlingen av Formel 1-säsongen 2010 och kördes över 78 varv. Vinnare av loppet blev Mark Webber för Red Bull, tvåa blev Sebastian Vettel, även han för Red Bull och trea blev Robert Kubica för Renault.

## Kvalet
| KR. | Nr | Förare             | Konstruktör          | Q1         | Q2       | Q3       | Grid |
| --- | -- | ------------------ | -------------------- | ---------- | -------- | -------- | ---- |
| 1   | 6  | Mark Webber        | Red Bull-Renault     | 1.15,035   | 1.14,462 | 1.13,826 | 1    |
| 2   | 11 | Robert Kubica      | Renault              | 1.15,045   | 1.14,549 | 1.14,120 | 2    |
| 3   | 5  | Sebastian Vettel   | Red Bull-Renault     | 1.15,110   | 1.14,568 | 1.14,227 | 3    |
| 4   | 7  | Felipe Massa       | Ferrari              | 1.14,757   | 1.14,405 | 1.14,283 | 4    |
| 5   | 2  | Lewis Hamilton     | McLaren-Mercedes     | 1.15,676   | 1.14,527 | 1.14,432 | 5    |
| 6   | 4  | Nico Rosberg       | Mercedes             | 1.15,188   | 1.14,375 | 1.14,544 | 6    |
| 7   | 3  | Michael Schumacher | Mercedes             | 1.15,649   | 1.14,691 | 1.14,590 | 7    |
| 8   | 1  | Jenson Button      | McLaren-Mercedes     | 1.15,623   | 1.15,150 | 1.14,637 | 8    |
| 9   | 9  | Rubens Barrichello | Williams-Cosworth    | 1.15,590   | 1.15,083 | 1.14,901 | 9    |
| 10  | 15 | Vitantonio Liuzzi  | Force India-Mercedes | 1.15,397   | 1.15,061 | 1.15,170 | 10   |
| 11  | 10 | Nico Hülkenberg    | Williams-Cosworth    | 1.16,030   | 1.15,317 |          | 11   |
| 12  | 14 | Adrian Sutil       | Force India-Mercedes | 1.15,445   | 1.15,318 |          | 12   |
| 13  | 16 | Sébastien Buemi    | Toro Rosso-Ferrari   | 1.15,961   | 1.15,413 |          | 13   |
| 14  | 12 | Vitalij Petrov     | Renault              | 1.15,482   | 1.15,576 |          | 14   |
| 15  | 22 | Pedro de la Rosa   | BMW Sauber-Ferrari   | 1.15,908   | 1.15,692 |          | 15   |
| 16  | 23 | Kamui Kobayashi    | BMW Sauber-Ferrari   | 1.16,175   | 1.15,992 |          | 16   |
| 17  | 17 | Jaime Alguersuari  | Toro Rosso-Ferrari   | 1.16,021   | 1.16,176 |          | 17   |
| 18  | 19 | Heikki Kovalainen  | Lotus-Cosworth       | 1.17,094   |          |          | 18   |
| 19  | 18 | Jarno Trulli       | Lotus-Cosworth       | 1.17,134   |          |          | 19   |
| 20  | 24 | Timo Glock         | Virgin-Cosworth      | 1.17,377   |          |          | 20   |
| 21  | 25 | Lucas di Grassi    | Virgin-Cosworth      | 1.17,864   |          |          | 21   |
| 22  | 21 | Bruno Senna        | HRT-Cosworth         | 1.18,509   |          |          | 22   |
| 23  | 20 | Karun Chandhok     | HRT-Cosworth         | 1.19,559   |          |          | 23   |
| 24  | 8  | Fernando Alonso    | Ferrari              | Ingen tid1 |          |          | PL   |

| Vidare från första kvalrundan ▬▬ Vidare från andra kvalrundan ▬▬ |

Noteringar:
- ^1  — Fernando Alonso kraschade i det tredje träningspasset och eftersom bilen inte hanns repareras kunde Alonso inte delta i kvalet. Han fick därför starta från depån.

## Loppet
| Pos. | Nr | Förare             | Konstruktör          | Varv | Tid         | Grid | P  |
| ---- | -- | ------------------ | -------------------- | ---- | ----------- | ---- | -- |
| 1    | 6  | Mark Webber        | Red Bull-Renault     | 78   | 1:50.13,355 | 1    | 25 |
| 2    | 5  | Sebastian Vettel   | Red Bull-Renault     | 78   | +0,448      | 3    | 18 |
| 3    | 11 | Robert Kubica      | Renault              | 78   | +1,675      | 2    | 15 |
| 4    | 7  | Felipe Massa       | Ferrari              | 78   | +2,666      | 4    | 12 |
| 5    | 2  | Lewis Hamilton     | McLaren-Mercedes     | 78   | +4,363      | 5    | 10 |
| 6    | 8  | Fernando Alonso    | Ferrari              | 78   | +6,341      | PL   | 8  |
| 7    | 4  | Nico Rosberg       | Mercedes             | 78   | +6,651      | 6    | 6  |
| 8    | 14 | Adrian Sutil       | Force India-Mercedes | 78   | +6,970      | 12   | 4  |
| 9    | 15 | Vitantonio Liuzzi  | Force India-Mercedes | 78   | +7,305      | 10   | 2  |
| 10   | 16 | Sebastien Buemi    | Toro Rosso-Ferrari   | 78   | +8,199      | 13   | 1  |
| 11   | 17 | Jaime Alguersuari  | Toro Rosso-Ferrari   | 78   | +9,135      | 17   |    |
| 12   | 3  | Michael Schumacher | Mercedes             | 78   | +25,7121    | 7    |    |
| 13   | 12 | Vitalij Petrov     | Renault              | 73   | Bromsar     | 14   |    |
| 14   | 20 | Karun Chandhok     | HRT-Cosworth         | 70   | Kollision   | 23   |    |
| 15   | 18 | Jarno Trulli       | Lotus-Cosworth       | 70   | Kollision   | 19   |    |
| 16   | 19 | Heikki Kovalainen  | Lotus-Cosworth       | 58   | Styrning    | 18   |    |
| 17   | 21 | Bruno Senna        | HRT-Cosworth         | 58   | Hydraulik   | 22   |    |
| 18   | 9  | Rubens Barrichello | Williams-Cosworth    | 30   | Fjädring    | 9    |    |
| 19   | 23 | Kamui Kobayashi    | BMW Sauber-Ferrari   | 26   | Växellåda   | 16   |    |
| 20   | 25 | Lucas di Grassi    | Virgin-Cosworth      | 25   | Hjul        | 21   |    |
| 21   | 24 | Timo Glock         | Virgin-Cosworth      | 22   | Styrstag    | 20   |    |
| 22   | 22 | Pedro de la Rosa   | BMW Sauber-Ferrari   | 21   | Hydraulik   | 15   |    |
| 23   | 1  | Jenson Button      | McLaren-Mercedes     | 2    | Motor       | 7    |    |
| 24   | 10 | Nico Hulkenberg    | Williams-Cosworth    | 0    | Snurrade av | 11   |    |

| Förare och stall som tog poäng ▬▬ |

Noteringar:
- ^1  — Michael Schumacher fick 20 sekunder bestraffning för att ha kört om Fernando Alonso under Safety Car.

## Ställning efter loppet
| Pos. | Förare           | Poäng |
| ---- | ---------------- | ----- |
| 1    | Mark Webber      | 78    |
| 2    | Sebastian Vettel | 78    |
| 3    | Fernando Alonso  | 75    |
| 4    | Jenson Button    | 70    |
| 5    | Felipe Massa     | 61    |

| Pos. | Konstruktör      | Poäng |
| ---- | ---------------- | ----- |
| 1    | Red Bull-Renault | 156   |
| 2    | Ferrari          | 136   |
| 3    | McLaren-Mercedes | 129   |
| 4    | Mercedes         | 78    |
| 5    | Renault          | 65    |

- Notering: Endast de fem bästa placeringarna i vardera mästerskap finns med på listorna.